# Salem (Iowa)
Salem é uma cidade localizada no estado americano de Iowa, no Condado de Henry.

## Demografia
Segundo o censo americano de 2000, a sua população era de 464 habitantes.
Em 2006, foi estimada uma população de 460, um decréscimo de 4 (-0.9%).

## Geografia
De acordo com o United States Census Bureau tem uma área de
1,6 km², dos quais 1,6 km² cobertos por terra e 0,0 km² cobertos por água. Salem localiza-se a aproximadamente 218 m acima do nível do mar.

## Localidades na vizinhança
O diagrama seguinte representa as localidades num raio de 16 km ao redor de Salem.